# Portret Lorenza Medičejskega Veličastnega
Portret Lorenza Medičejskega Veličastnega, vojvode Urbinskega, je Michelangelova marmorna skulptura (175 x 80 cm), ki jo je mogoče datirati okoli 1531-1534 in je del dekoracije Nove zakristije v cerkvi sv. Lovrenca v Firencah. Zlasti je osrednji kip Lorenzovega groba in, kot je znano, ne reproducira značilnosti pokojnika, je pa idealna in junaška obdelava njegove figure.

## Zgodovina
Lorenzov portret je moral umetnik začeti v fazi po nadaljevanju dela na zakristiji, po obleganju Firenc, leta 1531, čeprav nekateri ugibajo, da ga je začel že leta 1525. Leta 1533 je bil Giulianov portret predan Montorsoliju za piko na i in je zelo verjetno, da je Lorenzov portret v relativno bližnjem obdobju doživel isto usodo. Vsekakor pa ga je bilo treba dokončati leta 1534, v letu Michelangelovega dokončnega odhoda iz Firenc.

## Opis
Delo, vstavljeno v nišo, prikazuje mladega vojvodo, ki sedi, oblečen kot zamišljen antični rimski general, kot je že poudaril Vasari, po posebni renesančni tipologiji, imenovani melanholični, z alkimističnimi posledicami. Njegov položaj je bil opisan tudi kot sklicevanje na kontemplativno življenje neoplatonske doktrine: same personifikacije Avrore in Mraka sta pravzaprav meditativna trenutka dneva. Drugi so v delu videli politične vrednote (tiranova meditacija), avtobiografske ideje (umetnikova meditacija) ali celo sklicevanje na humoralno teorijo.
Oklep se oprijema telesa kot ovojnica in razkriva mišičast trup, prav tako kot visoki čevlji izginejo vzdolž golenice in razkrijejo bose noge. Reliefa oklepa in čelade sta bila pripisana Montorsoliju, prav tako pa je po Charlesu de Tolnayju (umetnostni zgodovinar) podrobnost stopala, ki štrli iz osnove, povečala prostorskost, ki je ni nikoli uporabljal Michelangelo, ki je namesto tega vedno oblikoval natančno mero bloka. Značilnosti Lorenzovega obraza, znane po številnih slikah, so bile abstraktno oplemenitene in so se nanašale na cesarsko umetnost.
Kritiki so raziskali različne prisotne lastnosti. Izkazalo se je, da je desna roka, prisotna tudi v Pietà Bandini ali v otroku Madonne della Scala, simbolizirana zapustitev telesa v spanju ali smrti.
Čelada z levjo masko, vzeta iz etruščanske umetnosti ali iz grobnice kardinalov Ascanio Sforza in Girolamo Basso Della Rovere, delo Andrea Sansovina v cerkvi Santa Maria del Popolo v Rimu, je bila opisana kot simbol trdnjave. Oblika z zoomorfno glavo je bila interpretirana kot aluzija na varčnost ali smrt. Predmet v levi roki je robček ali majhna vrečka, negotovega pomena.
Obraz v senci spominja na facies nigra boga Saturna, zaščitnika melanholije. Kazalec na ustih zasleduje saturnski motiv tišine. Ležeča roka je ikonografski topos melanholičnega razpoloženja.
Ikonografske podobnosti v položaju najdemo z Izaijem na stropu Sikstinske kapele.